# Patiño (A-14)
Pour les articles homonymes, voir Patiño (homonymie).

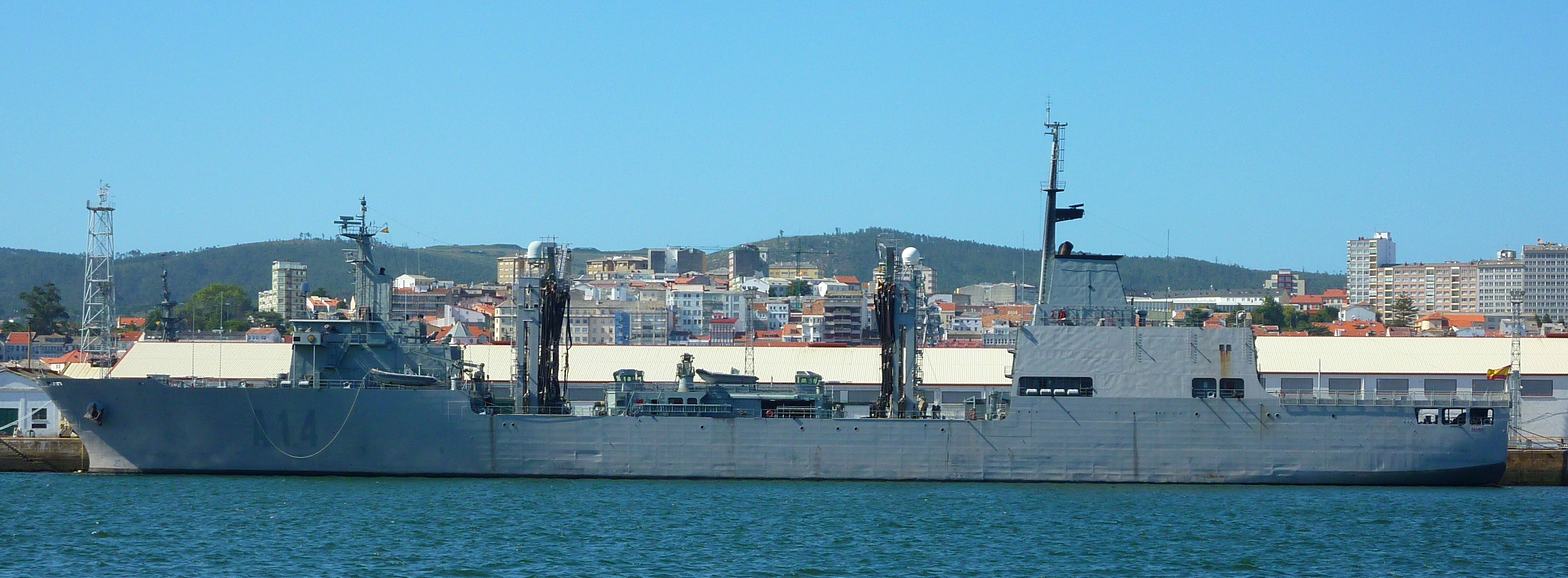
Dans la base naval de Ferrol en 2009.

Le SPS Patiño (A-14) est un navire ravitailleur de l'armada espagnole. Son sister-ship péruvien est le BAP Tacna (ARL-158) ex HNLMS Amsterdam (A-836) de la Marine royale néerlandaise. Il porte le nom du ministre de la marine José Patiño Rosales qui avait réorganisé la flotte sous le règne du roi espagnol Philippe V.

## Description
Il dispose d'une hélisurface et d'un hangar de vol pour 5 hélicoptères en dotation dans la marine, typiquement le Sikorski Sea King. Il peut accomplir des opérations de ravitaillement vertical d'hélicoptères.

## Navires comparables
- BAP Tacna (ARL-158) de la Marine péruvienne